# Peugeot 207 S2000
Chronologie des modèles
Peugeot 307 WRC Peugeot 208 T16
La Peugeot 207 Super 2000 est une voiture de rallye développée par Peugeot Sport répondant à la réglementation Super 2000, issue du concept car Peugeot 207 RCup.
Sur cette voiture, les pilotes Enrique García Ojeda, Nicolas Vouilloz et Kris Meeke ont remporté le titre pilotes de l’Intercontinental Rally Challenge, respectivement, en 2007, 2008 et 2009.

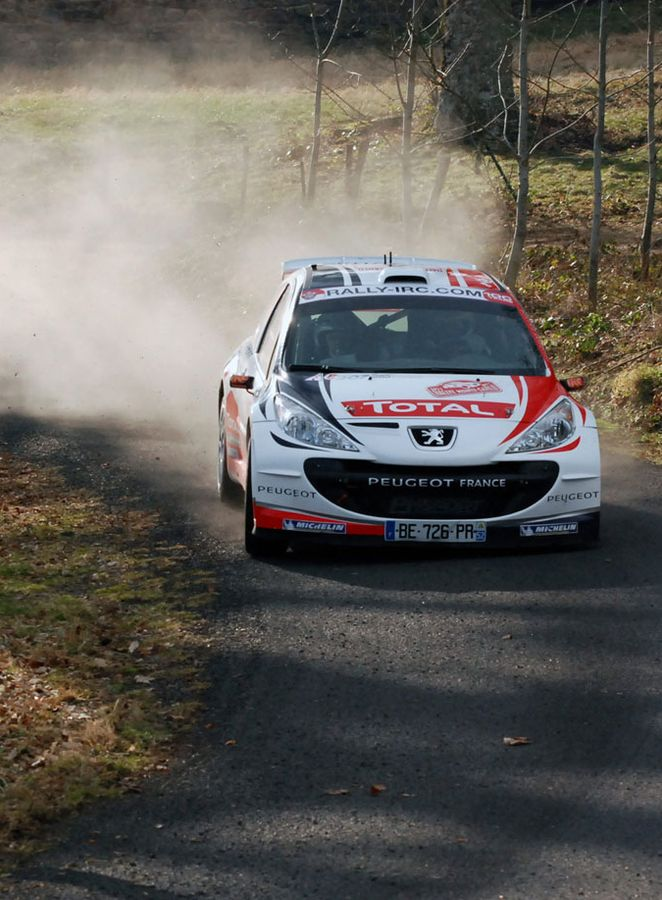
Une 207 S2000 conduite par Bryan Bouffier vainqueur du Rallye Monte-Carlo 2011.